# Sakrament święceń

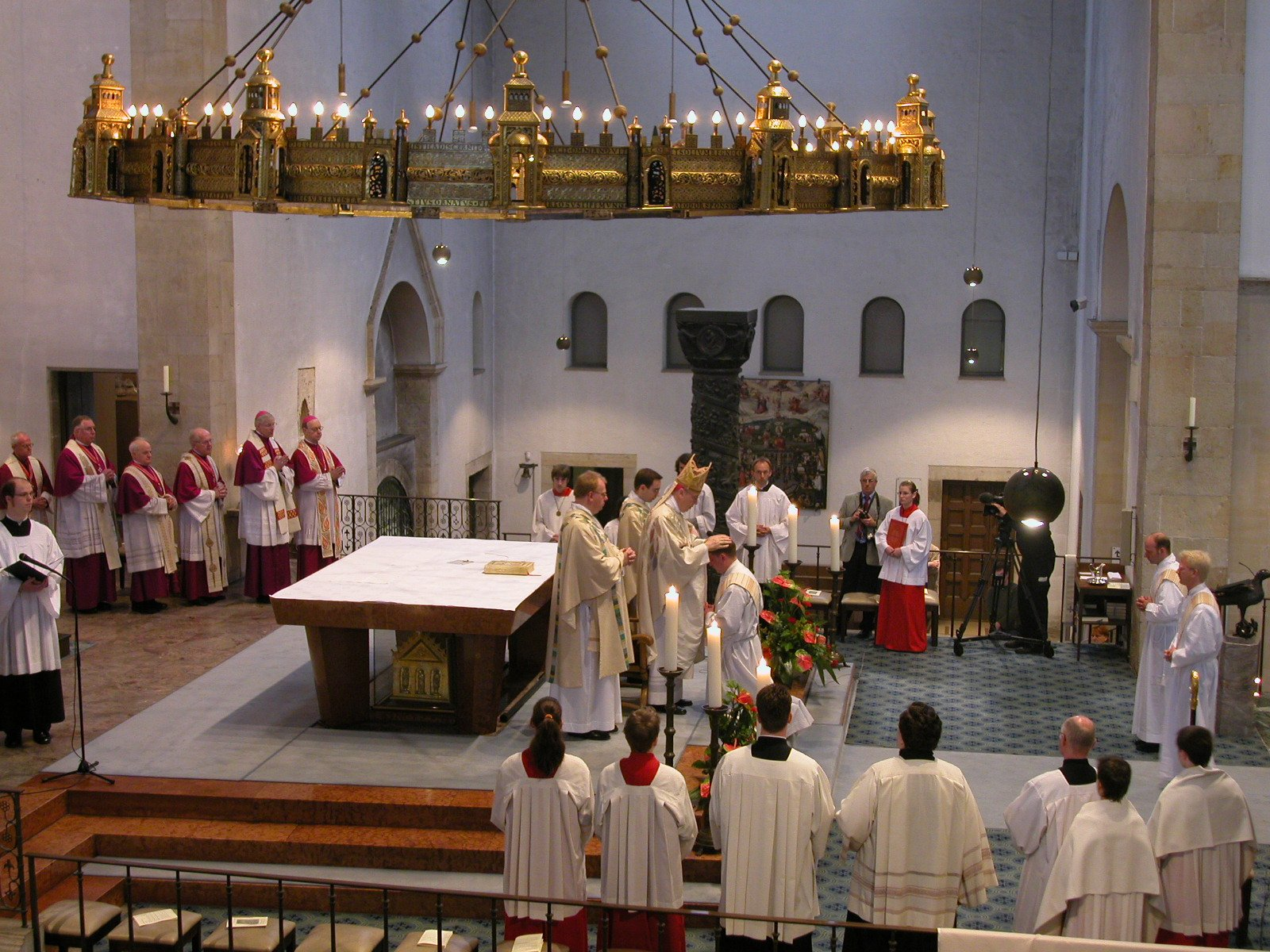
Święcenia prezbiteratu w zwyczajnej formie rytu rzymskiego

Sakrament święceń, święcenia – sakrament w Kościołach katolickich, starokatolickich, prawosławnych i anglikańskich, który nadaje władzę uświęcania, czyli udzielania innych sakramentów.

## Kościół rzymskokatolicki
W teologii rzymskokatolickiej sakrament święceń posiada trzy stopnie: diakonat, prezbiterat oraz episkopat.
Sakramentu święceń (każdego stopnia) może udzielić tylko biskup. Katechizm Kościoła Katolickiego ściśle określa wynikające z przyjęcia święceń skutki: Kto został wyświęcony w sposób ważny, może oczywiście ze słusznych powodów zostać zwolniony z obowiązków i funkcji związanych ze święceniami, nie może jednak stać się człowiekiem świeckim w ścisłym sensie, ponieważ znak wyciśnięty przez święcenia jest nieusuwalny. Powołanie i posłanie otrzymane w dniu święceń naznaczyły go na zawsze (patrz KKK, 1583).
Katolicy uznają ważność święceń Kościołów, które zachowały sukcesję apostolską biskupów: prawosławnych, części starokatolickich oraz chrześcijan wschodnich (przedchalcedońskich). Święcenia anglikańskie uważa się za nieważne z powodu defektu formuły sakramentalnej.
W okresie średniowiecza wykształciła się w Kościele praktyka nazywania posług (ostiariatu, lektoratu, egzorcystatu, akolitatu i subdiakonatu) święceniami niższymi. Co więcej, na przełomie XII i XIII wieku prawnicy-kanoniści zaczęli zaliczać subdiakonat do święceń wyższych, a niektórzy teologowie (w tym m.in. Bonawentura, Albert Wielki, Robert Bellarmin, częściowo także Tomasz z Akwinu) prowadzili rozważania nad sakramentalną naturą posług. Z czasem poglądy te zanikły, papież Paweł VI zalecił odstąpienie od używania terminu święcenia niższe, a współczesny Katechizm Kościoła Katolickiego w punkcie 1672 wprost uznaje posługi za sakramentalia.

### Diakonat

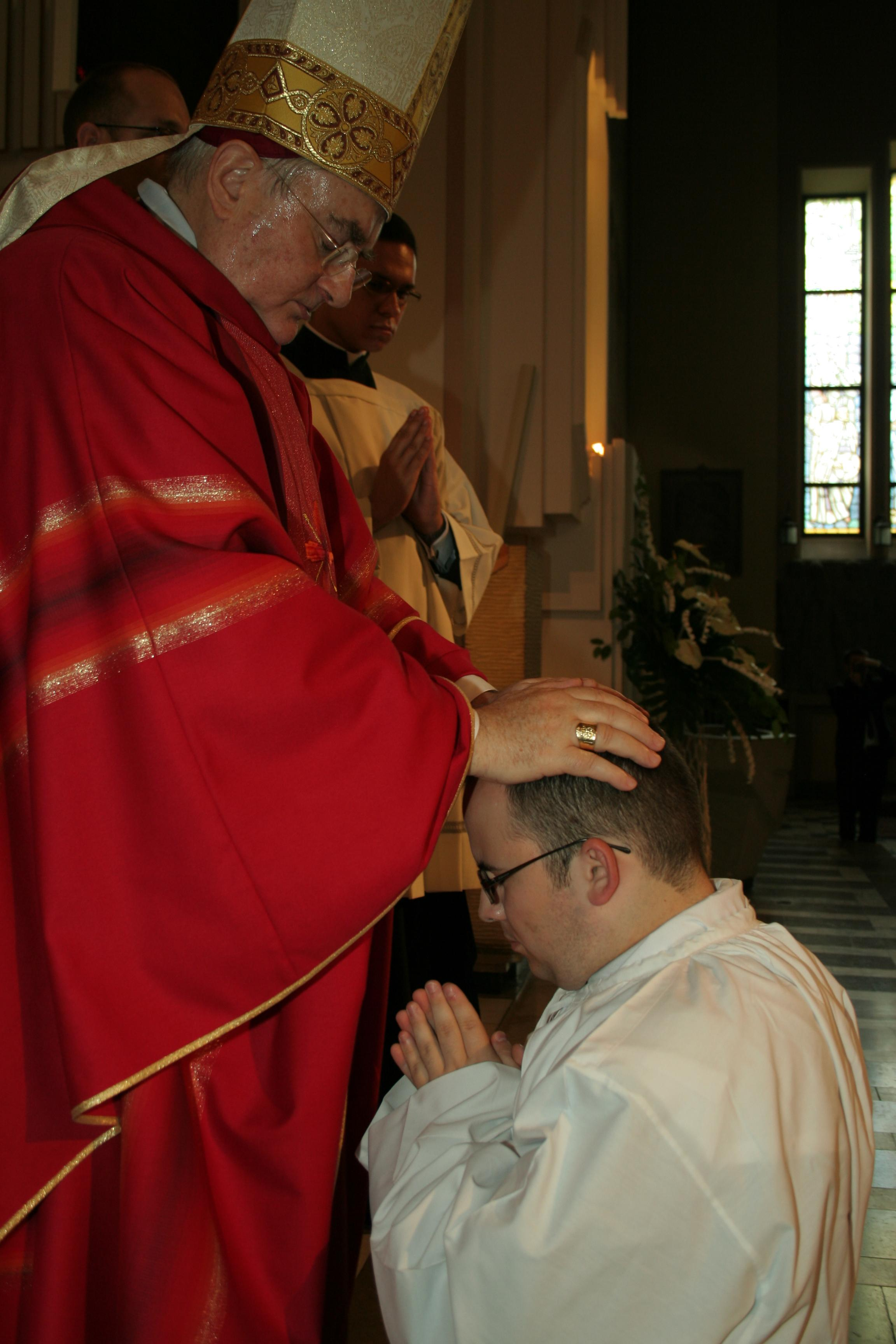
Święcenia diakonatu we współczesnym rycie rzymskim

Diakonat jest pierwszym stopniem sakramentu święceń. W obrzędzie święceń biskup nakłada na diakona ręce nie dla kapłaństwa, lecz dla posługi. Diakoni, wsparci łaską sakramentalną, mają za zadanie służyć Kościołowi w posłudze liturgii, słowa i miłości. Diakon asystuje kapłanowi w czasie celebracji. Może udzielać uroczystego chrztu, błogosławić małżeństwa, prowadzić pogrzeby i głosić kazania. Jest zwyczajnym szafarzem komunii świętej.
Katolickie Kościoły wschodnie przez wiele wieków zachowały instytucję diakonatu stałego, ale w Kościele łacińskim praktyka święcenia stałych diakonów zanikła bardzo wcześnie. Pierwsza decyzja przywrócenia diakonatu jako stałego stopnia hierarchii, została podjęta na Soborze Trydenckim, lecz nie została zrealizowana. Wypełnienia doczekały się dopiero postanowienia biskupów zebranych na Soborze Watykańskim II. Ojcowie soborowi zarządzili w Konstytucji dogmatycznej o Kościele „Lumen Gentium”, by zachować diakonat jako właściwy i trwały stopień hierarchiczny. Ponadto zdjęto z diakonów obowiązek bezżenności.
Kandydat do kapłaństwa zobowiązany jest pełnić funkcję diakona przez co najmniej 6 miesięcy przed przyjęciem święceń prezbiteratu.

### Prezbiterat

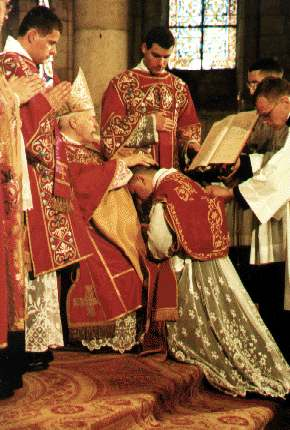
Święcenia prezbiteratu w nadzwyczajnej formie rytu rzymskiego

Prezbiterat jest drugim stopniem sakramentu święceń. Prezbiterów zwyczajowo nazywa się kapłanami lub księżmi. Prezbiterom zastrzeżone jest sprawowanie Eucharystii, sakramentu pokuty oraz namaszczenia chorych. W Kościele łacińskim mogą zostać wyznaczeni na nadzwyczajnych szafarzy bierzmowania, a w Kościołach wschodnich są – co do zasady – zwyczajnymi szafarzami tego sakramentu.
Według nauczania Kościoła katolickiego, stan prezbiteratu jest posługą ustanowioną przez Jezusa, w której działa on sam. Według św. Tomasza z Akwinu (Summa Theologica) „Chrystus jest źródłem całego kapłaństwa: kapłani Starego Zakonu zapowiadali Chrystusa, kapłani Nowego Zakonu działają w osobie Chrystusa”.
Obecnie podkreśla się urzędowy (służebny) charakter kapłaństwa sakramentalnego na tle powszechnego kapłaństwa chrzcielnego wszystkich wiernych.
W Kościele łacińskim kandydatów do święceń prezbiteratu obowiązuje celibat, możliwe jest jednak udzielenie tych święceń bezżennemu, wdowcowi lub żonatemu na podstawie indultu Stolicy Apostolskiej (np. przy konwersji duchownego z innego Kościoła).
Święcenia ważnie przyjmuje tylko mężczyzna (vir) ochrzczony. Pan Jezus wybrał mężczyzn (viri), by utworzyć kolegium Dwunastu Apostołów, i tak samo czynili Apostołowie, gdy wybierali swoich współpracowników, którzy mieli przejąć ich misję. Kolegium Biskupów, z którym prezbiterzy są zjednoczeni w kapłaństwie, uobecnia i aktualizuje aż do powrotu Chrystusa kolegium Dwunastu. Kościół czuje się związany tym wyborem dokonanym przez samego Pana. Z tego powodu nie są możliwe święcenia kobiet (KKK #1577).
Kapłan sprowadzony do stanu świeckiego ma prawo, a nawet obowiązek, rozgrzeszenia wiernych będących w niebezpieczeństwie śmierci.

### Episkopat
Biskupstwo jest trzecim stopniem sakramentu święceń i stanowi pełnię kapłaństwa.
Biskupi są uważani za kontynuatorów misji apostołów. Udzielają sakramentu święceń oraz są zwyczajnymi szafarzami sakramentu bierzmowania.
Kandydat do święceń biskupich musi być bezżenny.

## Kościół prawosławny

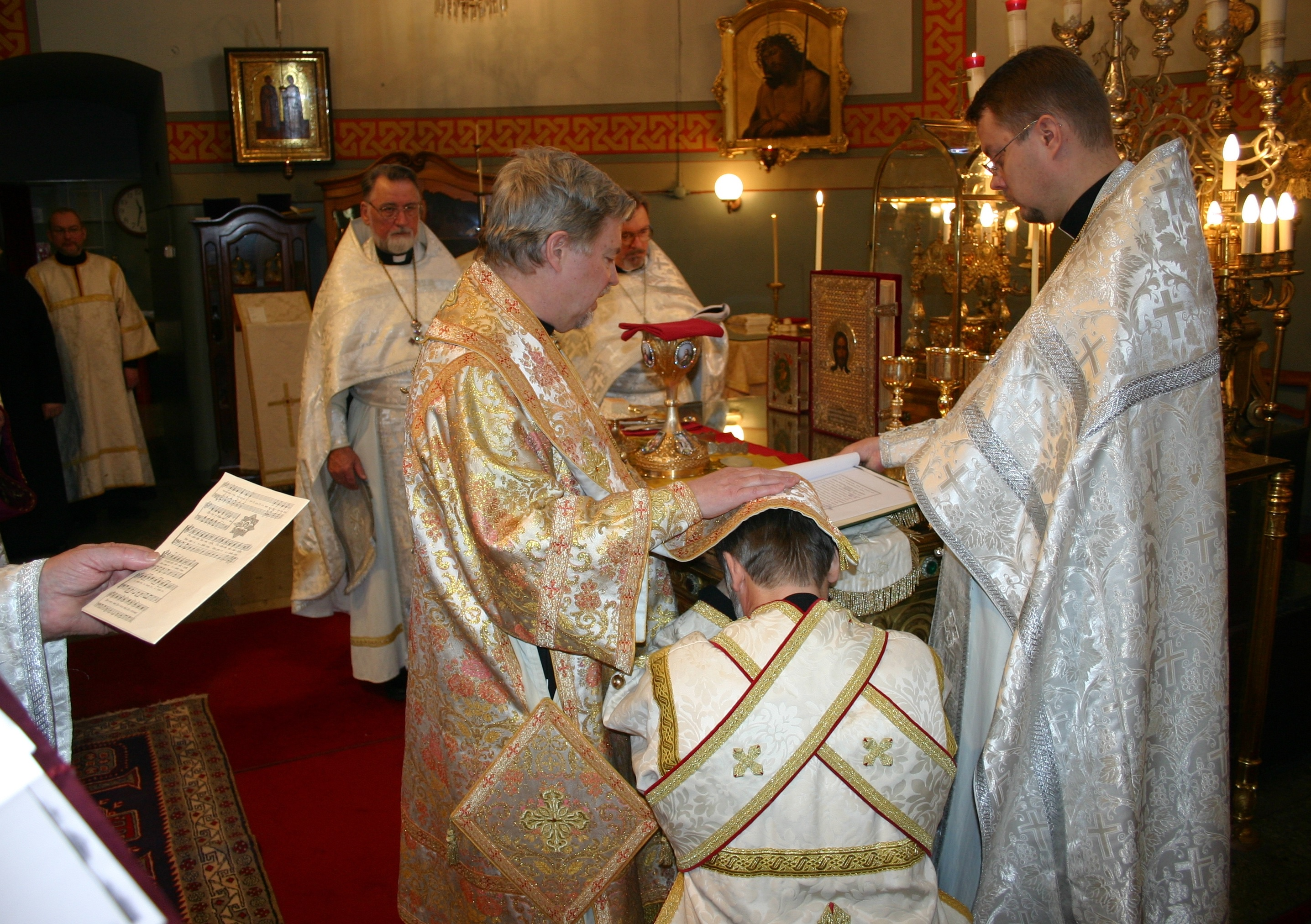
Święcenia diakonatu w Kościele prawosławnym

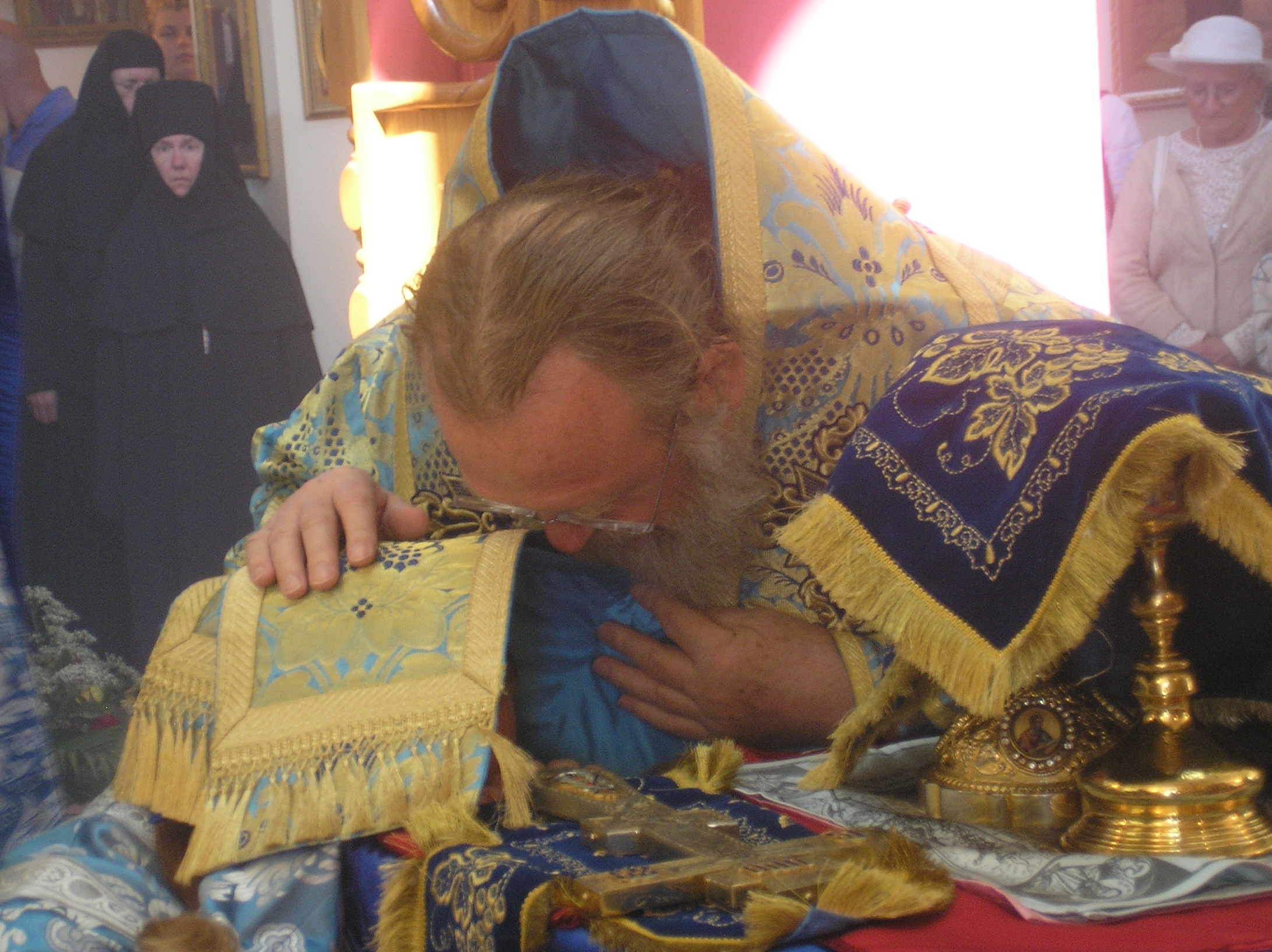
Święcenia prezbiteratu w Kościele prawosławnym

Pojmowanie kapłaństwa jest praktycznie identyczne z katolickim, przy czym obowiązki duchownych poszczególnych stopni nieznacznie się różnią, a także praktykuje się udzielanie święceń niższych (chirotesji) – lektora-kantora i subdiakona. Święcenia wyższe nazywane są chirotonią.
Niektórzy teolodzy prawosławni dopuszczają możliwość pozbawienia święceń, lecz dominuje pogląd, jak w katolicyzmie, że znamię sakramentu święceń jest niezniszczalne. Święceń raz udzielonych ważnie już się nie powtarza.

### Diakonat
Diakon prawosławny nie może samodzielnie sprawować ceremonii liturgicznych, lecz jego zadaniem jest asystować kapłanowi podczas sprawowania Boskiej Liturgii, sakramentów oraz innych obrzędów. Podczas nabożeństw diakoni odczytują Ewangelię oraz wygłaszają ektenie.

### Prezbiterat
Prezbiter prawosławny może udzielać wiernym wszystkich sakramentów z wyjątkiem święceń, które pozostają zastrzeżone biskupom.
Zgodnie z praktyką Kościołów wschodnich, prezbiter udziela nowoochrzczonemu dziecku pierwszej komunii, a także bierzmowania, które nie jest w prawosławiu zastrzeżone biskupom.

### Episkopat
Biskupi w Kościołach prawosławnych mogą sprawować wszystkie sakramenty.
Kandydat do święceń biskupich musi być bezżenny, a najczęściej jest mnichem.

## Kościoły starokatolickie
Starokatolicy sakrament święceń pojmują podobnie jak rzymscy katolicy, jednak duchowni nie są zobowiązani do przestrzegania celibatu. Obecnie w kościołach starokatolickich trwa dyskusja nad ordynacją kobiet, która jest powodem zrywania kontaktów i współpracy między poszczególnymi wspólnotami (patrz: Unia Utrechcka Kościołów Starokatolickich). Diakon czy Sługa w Polskokatolickich Kościołach z tradycji jest szafarzem sakramentu namaszczania chorych.
W Kościele Katolickim Mariawitów (w Polsce) praktykowane jest również kapłaństwo ludowe oraz kapłaństwo kobiet.
Kościele Starokatolickim Mariawitów udzielane są święcenia niższe (ostariat, akolitat, egzorcystat i lektorat) oraz święcenia wyższe (subdiakonat, diakonat, prezbiterat i episkopat).

## Kościoły protestanckie

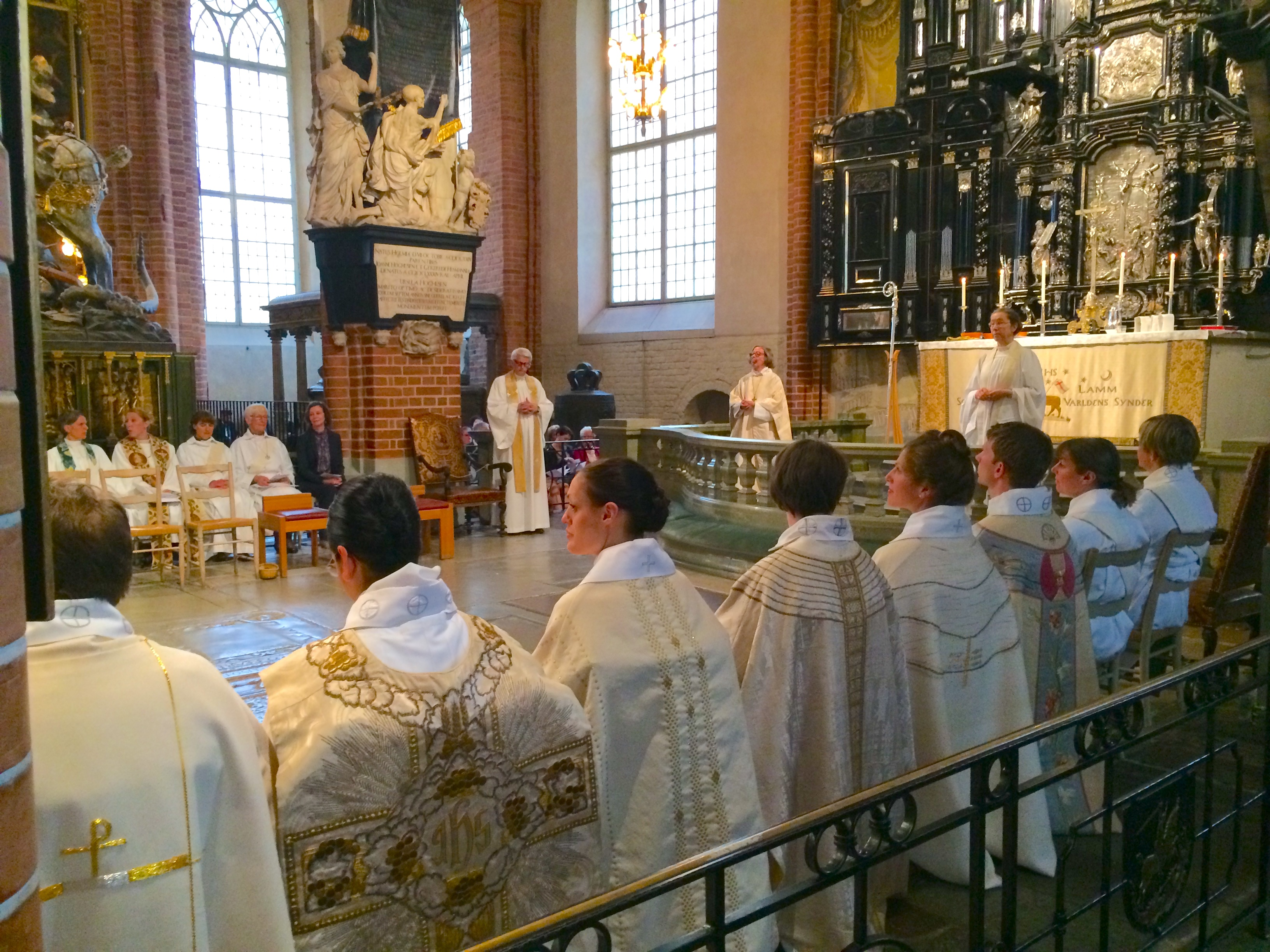
Nabożeństwo z ordynacją prezbiterów i diakonów w Kościele Szwecji

Protestanci wszystkich konfesji, zarówno ewangelicy jak i ewangelikalni chrześcijanie, odrzucają święcenia jako sakrament. W kościołach protestanckich wyznawana jest nauka o powszechnym kapłaństwie wszystkich chrześcijan. Kościół Ewangelicko-Augsburski w RP naucza:

Zgodnie z Nowym Testamentem istnieje w Kościele powszechne kapłaństwo wiernych, które ma udział w kapłaństwie Jezusa Chrystusa przez Chrzest Święty, który według ks. M. Lutra "jest prawdziwym święceniem kapłańskim". Obowiązkiem każdego wierzącego jest sprawowanie powszechnego kapłaństwa w swojej rodzinie, w otoczeniu, w Kościele. Kościół Ewangelicki nie zna kapłaństwa hierarchicznego.

Kapłaństwo wiernych postrzegane jest jako możliwość wzajemnego wsparcia modlitwą. Odrzuca się jednak pogląd, jakoby jakikolwiek człowiek, czy to żywy, czy zmarły, był kapłanem-pośrednikiem. W myśl zasady Solus Christus wyłącznie Chrystus ma ten przywilej jako Najwyższy Kapłan Nowego Przymierza.
Duchowni protestanccy (pastorzy) są uznawani przede wszystkim za kaznodziejów i duszpasterzy. Tradycyjnie udzielają oni chrztu i Wieczerzy Pańskiej, choć nie jest to ich wyłączny przywilej. W protestantyzmie nie stosuje się święceń kapłańskich. Pastorzy są ordynowani poprzez wkładanie rąk. Duchowni, w zależności od tradycji, określani są jako księża, pastorzy, starsi, prezbiterzy etc.